# 日本Mathematicaユーザー会
日本Mathematicaユーザー会（にっぽんMathematicaユーザーかい）は、スティーブン・ウルフラムが考案し広く使われている数式処理システムであるMathematicaの日本におけるユーザー組織である。現在のユーザー組織は、2001年6月から活動を行っている。

## 概要
日本Mathematicaユーザー会は、数式処理システム『Mathematica』の普及、研究、教育、啓蒙活動を通じて、日本における数式処理システムユーザーの公益のための活動を行い、中立性を維持し開かれた運営活動により、数式処理システムを使う環境の健全な発展に寄与することを目的とするユーザー組織である。これは定款の第二条に記されている目的である。
日本Mathematicaユーザー会では、この目的を達成するために、ユーザー間の意見交換用のメーリングリストを運営したり、サロンミーティングやワークショップなどを定期的に開催している。2006年度現在の年会費は4000円となっているが、有効な会員番号持つと、過去のノートブック資料や講演の動画などにアクセスすることができる。

## 活動履歴
日本Mathematicaユーザー会は次のような活動を行ってきている。
- 2001年度：ワークショップ等4回（関東地区2回、関西地区2回）
- 2002年度：ワークショップ等3回（関東地区1回、関西地区1回、九州地区1回）
- 2003年度：ワークショップ3回（関東地区1回、関西地区1回、九州地区1回）、サロンミーティング等2回
- 2004年度：ワークショップ2回（関東地区1回、関西地区1回）、サロンミーティング等3回
- 2005年度：ワークショップ3回（関東地区1回、関西地区1回、九州地区1回）、サロンミーティング等2回（東北地区含む）

## 特徴
日本Mathematicaユーザー会は、ユーザー会会員の会費のみで運営されている。
ユーザー間の意見交換用のメーリングリストは、会員にならなくても参加できる。メーリングリストへの参加は、日本Mathematicaユーザー会のメーリングリストのページから申し込める。なお、ユーザー会会員は過去ログの検索ができるようになっている。